# Aguacatán
Aguacatán es un municipio perteneciente al departamento de Huehuetenango, Guatemala. Está ubicado en la Sierra de los Cuchumatanes y tiene una extensión de 300 km². La población del municipio aumentó de 43.655 habitantes en 2002 a más 56.234 habitantes en 2018. La mayoría de la población que convive en el municipio es indígena, incluyendo aguacatecos, chalchitecos, quichés, mames y kanjobales. Colinda con los municipios de Chiantla y Nebaj al norte, Sacapulas al este, San Pedro Jocopilas al sur, Huehuetenango y Chiantla al oeste.
Tras la Independencia de Centroamérica en 1821, la constitución política del Estado de Guatemala dividió al Estado en once distritos para la impartición de justicia y Aguacatán fue parte del circuito de Huehuetenango en el distrito N.º 9 (Totonicapán).  Luego, en 1838, formó parte de Estado de Los Altos hasta que este fue recuperado por la fuerza para el Estado de Guatemala por el general conservador Rafael Carrera en 1840.

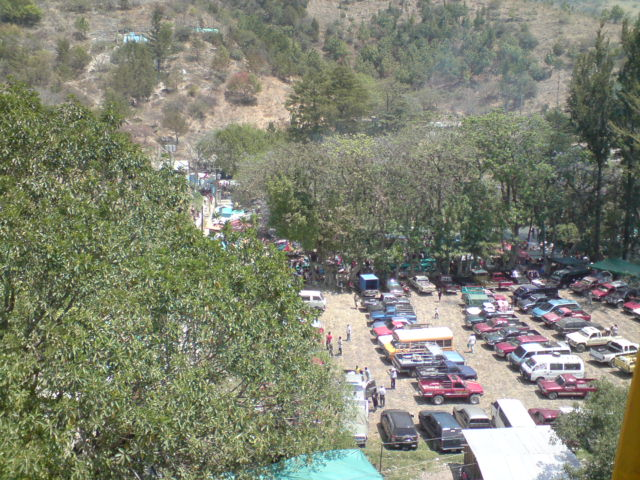
Parqueo Rio San Juan

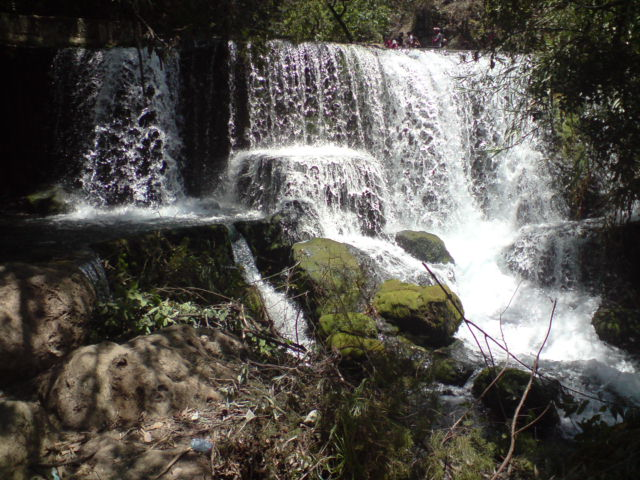
Rio Blanco Aguacatan

## División política
Aguacatan está conformado por varias aldeas; algunas de ellas son:
- Chex: situada en la parte norte, se caracteriza por sus miradores panorámicos.
- Pajuil Chex: desde donde se aprecian los volcanes que se encuentran cercanos al municipio.
- Río San Juan: Se ubica a 1 km en la parte norte, sitio turístico con bellos paisajes para relajarse y olvidarse de la rutina, visitado por locales y extranjeros.
- Río Blanco Chiquito: Otro atractivo del municipio se ubica a 1 km y medio hacia el Oriente, con una  bella cascada y una poza verde turquesa.
- Llano del Coyote: Ubicado  a 5 km sobre la carretera w7, por el mirador se aprecian atardeceres espectaculares. [cita requerida]

## Geografía física

### Clima
El clima en la cabecera municipal de Aguacatán tiene clima templado (Köppen: Cfb).
| Parámetros climáticos promedio de Aguacatán | Parámetros climáticos promedio de Aguacatán | Parámetros climáticos promedio de Aguacatán | Parámetros climáticos promedio de Aguacatán | Parámetros climáticos promedio de Aguacatán | Parámetros climáticos promedio de Aguacatán | Parámetros climáticos promedio de Aguacatán | Parámetros climáticos promedio de Aguacatán | Parámetros climáticos promedio de Aguacatán | Parámetros climáticos promedio de Aguacatán | Parámetros climáticos promedio de Aguacatán | Parámetros climáticos promedio de Aguacatán | Parámetros climáticos promedio de Aguacatán | Parámetros climáticos promedio de Aguacatán |
| Mes                                         | Ene.                                        | Feb.                                        | Mar.                                        | Abr.                                        | May.                                        | Jun.                                        | Jul.                                        | Ago.                                        | Sep.                                        | Oct.                                        | Nov.                                        | Dic.                                        | Anual                                       |
| ------------------------------------------- | ------------------------------------------- | ------------------------------------------- | ------------------------------------------- | ------------------------------------------- | ------------------------------------------- | ------------------------------------------- | ------------------------------------------- | ------------------------------------------- | ------------------------------------------- | ------------------------------------------- | ------------------------------------------- | ------------------------------------------- | ------------------------------------------- |
| Temp. máx. media (°C)                       | 23.6                                        | 24.6                                        | 26.5                                        | 26.8                                        | 26.3                                        | 25.0                                        | 24.7                                        | 25.0                                        | 24.7                                        | 24.0                                        | 24.0                                        | 23.6                                        | 24.9                                        |
| Temp. media (°C)                            | 17.0                                        | 17.6                                        | 19.3                                        | 19.8                                        | 19.9                                        | 19.6                                        | 19.1                                        | 19.0                                        | 19.0                                        | 18.5                                        | 17.9                                        | 17.3                                        | 18.7                                        |
| Temp. mín. media (°C)                       | 10.5                                        | 10.7                                        | 12.1                                        | 12.9                                        | 13.6                                        | 14.2                                        | 13.5                                        | 13.1                                        | 13.3                                        | 13.1                                        | 11.8                                        | 11.1                                        | 12.5                                        |
| Precipitación total (mm)                    | 35                                          | 29                                          | 40                                          | 63                                          | 147                                         | 353                                         | 263                                         | 225                                         | 316                                         | 243                                         | 98                                          | 46                                          | 1858                                        |
| Fuente: Climate-Data.org                    |                                             |                                             |                                             |                                             |                                             |                                             |                                             |                                             |                                             |                                             |                                             |                                             |                                             |

## Ubicación geográfica
Sus colindancias son:
- Oeste: Chiantla, municipio del departamento de Huehuetenango
- Suroeste: Huehuetenango, municipio del departamento de Huehuetenango
- Sur: San Pedro Jocopilas, municipio del departamento de Quiché[8]
- Norte: Nebaj, municipio del departamento de Quiché
- Este: Sacapulas, municipio del departamento de Quiché[8]

El municipio de Aguacatán se encuentra localizado en la jurisdicción del departamento de Huehuetenango. Se localiza sobre la ruta 7-W carretera asfaltada que conduce a Huehuetenango a 24 km. aproximadamente, del municipio de Aguacatán a Sacapulas hay 37 km de carretera asfaltada.
El territorio de Aguacatán se localiza entre los 15º, 20’, 40’’ con una extensión territorial de 1,669 km. cuadrados. El pueblo o “Tnum” se encuentra a una altitud de 1,668 MSNM. Mientras que la parte alta de los Cuchumatanes se encuentra a 3,200 MSNM y la parte baja se encuentra a 1,360 MSNM.

El valle de Aguacatán está poblado por los Qatanum1 (Awakatekos). Mientras que la parte alta norte, al sur y este del municipio está poblada por los K’iche’ (Quichés). Los Mames también tienen presencia en la parte alta en el noroeste del municipio. 
|                         | Norte: Nebaj             |                 |
| Oeste: Chiantla         |                          | Este: Sacapulas |
| Suroeste: Huehuetenango | Sur: San Pedro Jocopilas |                 |

## Gobierno municipal
Los municipios se encuentran regulados en diversas leyes de la República, que establecen su forma de organización, lo relativo a la conformación de sus órganos administrativos y los tributos destinados para los mismos.  Aunque se trata de entidades autónomas, se encuentran sujetos a la legislación nacional y las principales leyes que los rigen desde 1985 son:
| N.º | Ley                                                | Descripción |
| --- | -------------------------------------------------- | --- |
| 1   | Constitución Política de la República de Guatemala | Tiene una regulación legal específica para los municipios en los artículos 253 al 262. |
| 2   | Ley Electoral y de Partidos Políticos              | Ley de carácter constitucional aplicable a los municipios en el tema de la conformación de sus autoridades electas. |
| 3   | Código Municipal                                   | Decreto 12-2002 del Congreso de la República de Guatemala. Tiene la categoría de ley ordinaria y contiene preceptos generales aplicables a todos los municipios, e inclusive contiene legislación referente a la creación de los municipios.             |
| 4   | Ley de Servicio Municipal                          | Decreto 1-87 del Congreso de la República de Guatemala. Regula las relaciones entra la municipalidad y los servidores públicos en materia laboral. Tiene su base constitucional en el artículo 262 de la constitución que ordena la emisión de la misma. |
| 5   | Ley General de Descentralización                   | Decreto 14-2002 del Congreso de la República de Guatemala. Regula el deber constitucional del Estado, y por ende del municipio, de promover y aplicar la descentralización y desconcentración económica y administrativa.                                |

El gobierno de los municipios está a cargo de un Concejo Municipal mientras que el código municipal —ley ordinaria que contiene disposiciones que se aplican a todos los municipios— establece que «el concejo municipal es el órgano colegiado superior de deliberación y de decisión de los asuntos municipales […] y tiene su sede en la circunscripción de la cabecera municipal»; el artículo 33 del mencionado código establece que «[le] corresponde con exclusividad al concejo municipal el ejercicio del gobierno del municipio».
El concejo municipal se integra con el alcalde, los síndicos y concejales, electos directamente por sufragio universal y secreto para un período de cuatro años, pudiendo ser reelectos.
Existen también las Alcaldías Auxiliares, los Comités Comunitarios de Desarrollo (COCODE), el Comité Municipal del Desarrollo (COMUDE), las asociaciones culturales y las comisiones de trabajo. Los alcaldes auxiliares son elegidos por las comunidades de acuerdo a sus principios y tradiciones, y se reúnen con el alcalde municipal el primer domingo de cada mes, mientras que los Comités Comunitarios de Desarrollo y el Comité Municipal de Desarrollo organizan y facilitan la participación de las comunidades priorizando necesidades y problemas.

## Historia

### Tras la Independencia de Centroamérica
Tras la Independencia de Centroamérica, la constitución política del Estado de Guatemala decretada el 11 de octubre de 1825 dividió al Estado en once distritos para la impartición de justicia; de esta cuenta, Aguacatán era parte del circuito de Huehuetenango en el distrito N.º 9 (Totonicapán) junto con Huehuetenango, Chiantla, Nectá y Usumacinta,  Chalchitán, la Cordillera, Moscoso, Todos Santos, San Martín, el Trapichillo, Guaylá, Colotenango, San Ildefonso Ixtahuacán, Ichil, Santa Bárbara, Malacatán, San Ramón, San Lorenzo, Santa Isabel, San Sebastián, San Juan Atitán y Santiago Chimaltenango.

### El efímero Estado de Los Altos

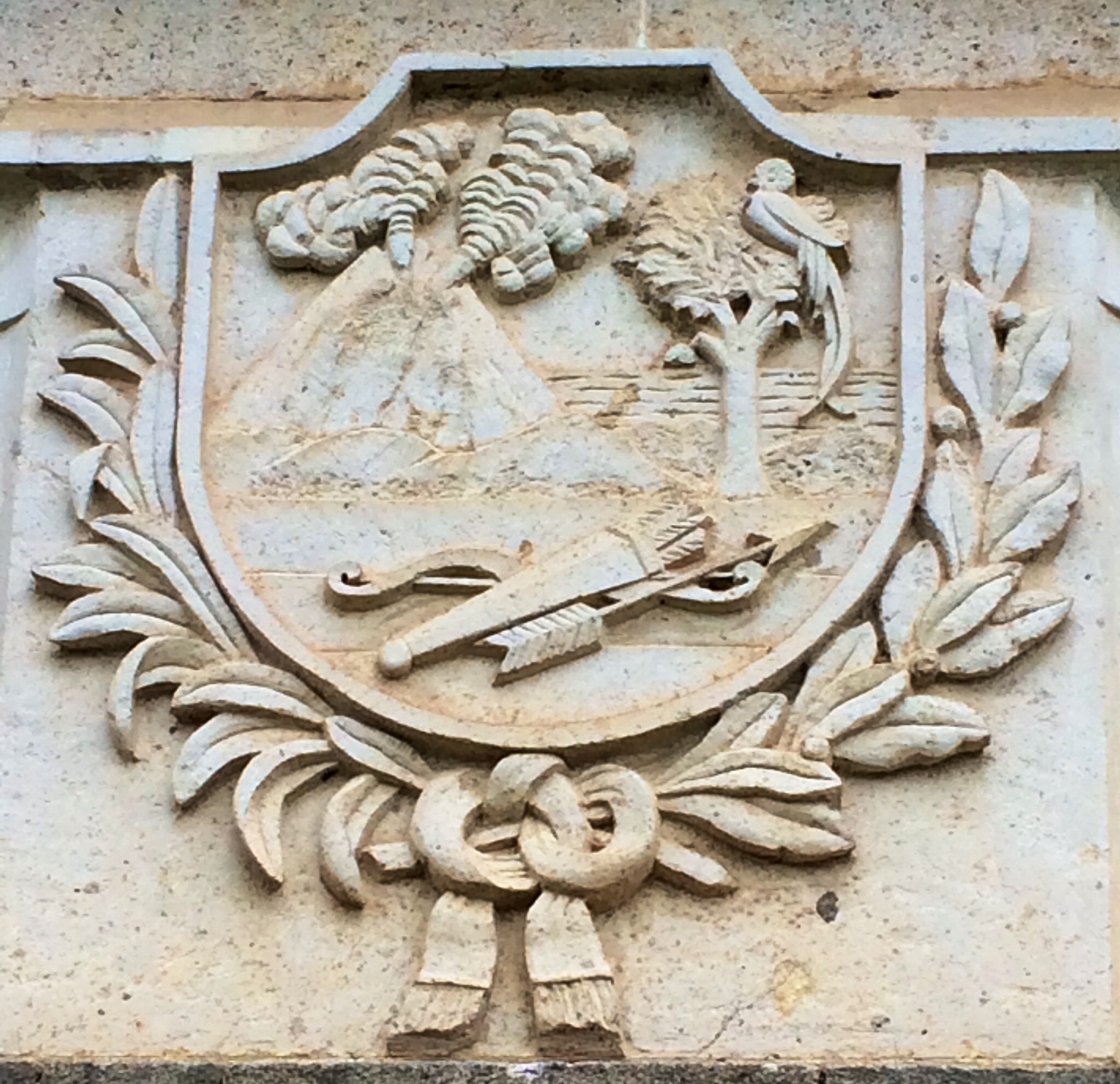
Escudo del Estado de los Altos

A partir del 3 de abril de 1838, el poblado de Aguacatán fue parte de la región que formó el efímero Estado de Los Altos y que forzó a que el Estado de Guatemala se reorganizara en siete departamentos y dos distritos independientes el 12 de septiembre de 1839:
- Departamentos: Chimaltenango, Chiquimula, Escuintla, Guatemala, Mita, Sacatepéquez, y Verapaz
- Distritos: Izabal y Petén[11]

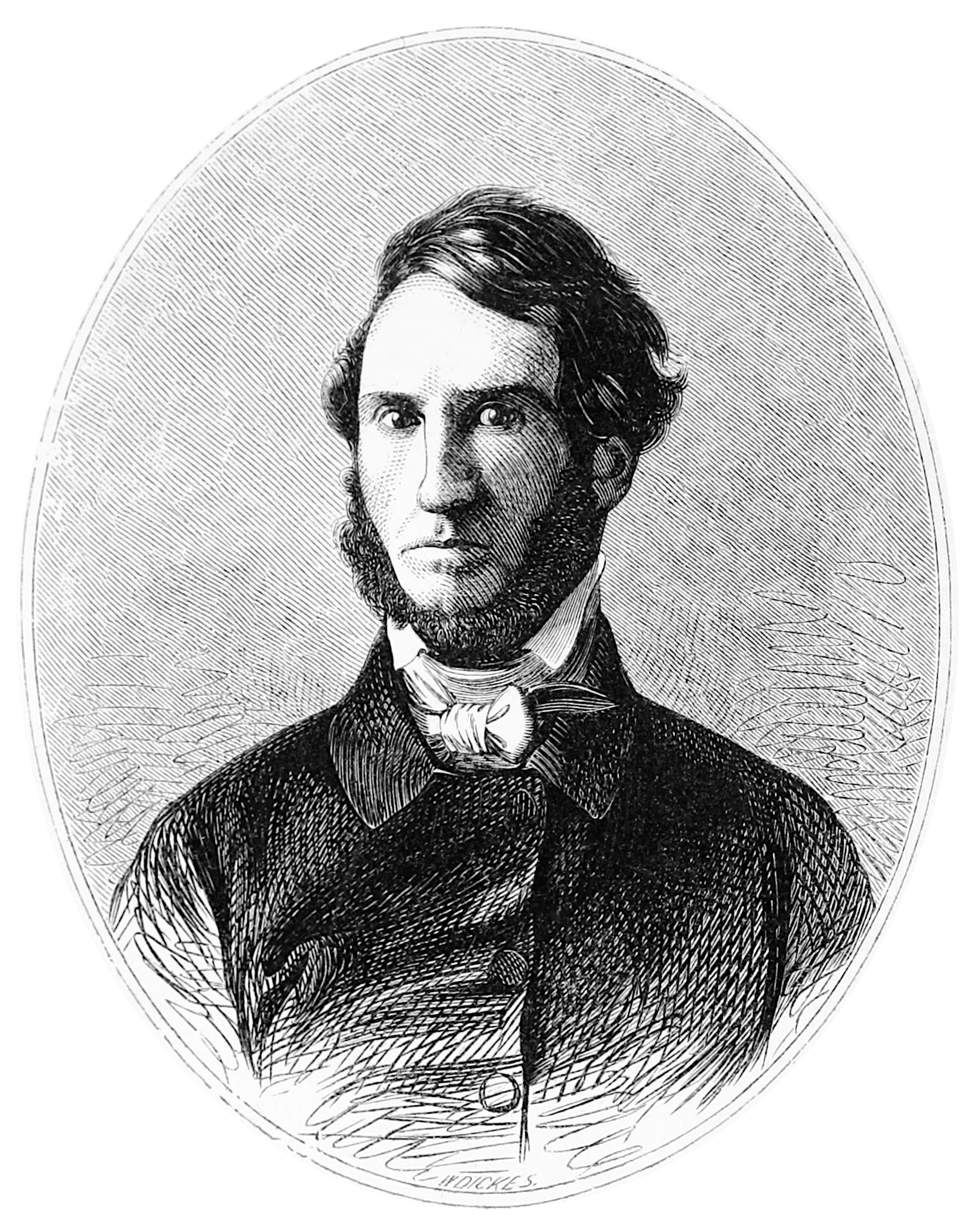
John Lloyd Stephens, diplomático y explorador estadounidense que visitó a Guatemala entre 1839 y 1842 por comisión del presidente de los Estados Unidos, Martin Van Buren.

La región occidental de la actual Guatemala había mostrado intenciones de obtener mayor autonomía con respecto a las autoridades de la ciudad de Guatemala desde la época colonial, pues los criollos de la localidad consideraban que los criollos capitalinos que tenían el monopolio comercial con España no les daban un trato justo.  Pero este intento de secesión fue aplastado por el general Rafael Carrera, quien reintegró al Estado de Los Altos al Estado de Guatemala en 1840.

## Actividades productivas
Es un pueblo agrícola que produce principalmente ajo y cebolla y en temporada el banano. Los pastores se dedican al cuidado de las ovejas para producir lana (y de esta, tejidos artesanales). Muchos indígenas aguacatecos han tenido que emigrar al sureste de México o a los Estados Unidos para desempeñarse como agricultores. 

## Idioma
Aparte del idioma español, se habla el aguacateco —también llamado «awakateko», «coyotin», «Awaketeco» o «Balamiha»— y chalchiteco; ambos con núcleo original en el municipio de Aguacatán.

## Creencias religiosas
La actual religión de los aguacatecos es un sincretismo de catolicismo, religiones protestantes, elementos nativos y adoración de los antepasados. Además, hay muchos dioses que representan rasgos naturales, como montañas y primaveras que son sitios para sus dueños sobrenaturales. Los cuerpos celestes son considerados dioses. 

### Muerte y vida después de la muerte
La religión tradicional, actualmente en vías de desaparición consiste en la adoración de los antepasados reconoce un poder más allá de la tumba. Padres y abuelos difuntos siguen jugando una parte activa en el transcurso de la vida ayudando cuando el aguacateco ha residido armoniosamente y castigando cuando ocurren la animosidad y la celosía. La muerte influye en la vida ritual pública aguacateca. Cuando un aguacateco es maltratado por otro, un chamán es alquilado para ponerse en contacto con el antepasado muerto del individuo ofendido y archivar una queja. Los mayores muertos envían a un pariente difunto de un malhechor a una "cárcel". El encarcelado, sufriendo al antepasado envía entonces un mantar (el castigo) al malhechor vivo. Para librarse de este castigo, el aguacateco apela a un chamán para liberar al antepasado por pago de multas a los antepasados mayores.
El aguacateco no concibe la vida después de la muerte como un cielo o un infierno, sino como un lugar donde los antepasados ya fallecidos residen y están activos en el transcurso de la vida. La creencia en la vida después de la muerte llegó a tener un fuerte arraigo entre los pobladores, a tal grado que sus vidas diarias fueron consumidas por la adoración de los antepasados.

### Cambio religioso
La práctica tradicional aguacateca de adoración de antepasados fue suplantada por nuevas religiones en los años 1950s cuando misioneros protestantes y católicos llegaron a Aguacatán y ofrecieron a los indígenas una alternativa secularizada a su sistema religioso. Por consiguiente, los indígenas del oriente del municipio fueron los primeros en abandonar el sistema político ritual; poco después los habitantes del oeste. La participación de misioneros cambió drásticamente a la sociedad aguacateca pues los nuevos líderes de la comunidad fueron aquellos jóvenes de mayor prestigio en las nuevas organizaciones religiosas.  Asimismo, la unidad en cada grupo étnico fue destruida, ya que mientras unos fueron convertidos, otros conservaron la práctica tradicionalista.

### Médicos religiosos
Los chamanes conducen tanto rituales mágicos como públicos (costumbres). Hacen preguntas a los antepasados muertos y retransmiten las conversaciones de vuelta a los familiares. La limpieza espiritual se hace con dispersión de frijoles sobre la tierra y recogiéndolos recitando los días de la semana del antiguo calendario maya. Los médiums también están implicados en conversaciones con los muertos.[cita requerida]
En la religión tradicional, los antepasados difuntos juegan un papel prominente en la enfermedad y la curación. Los muertos pueden curar por la intervención chamánica. Los chamanes son alquilados para apelar a los muertos para la consulta espiritual, la curación y el consejo. La moralidad se mezcla con la medicina en la sociedad aguacateca. El bienestar o la salud pueden depender de las acciones y el comportamiento del individuo.[cita requerida]

## Costumbres y tradiciones
Antes de 1960, los festivales regulares eran llamados «k'ej» (fiestas) duraban siete días e implicaban desfiles, música, baile y mucha bebida. Durante estos festivales, los chamanes realizaban ceremonias y ritos. Había tres grupos de baile ritual—dos orientales (Tz'Unum y Muztec) y uno occidental (Moros). Las obligaciones del baile fueron heredadas del padre al hijo y de la madre a la hija; los rituales menores fueron los deberes de ciertas familias.
Los aguacatecos realizan diversas ceremonias y fiestas. En ellas se realizan rezos en su idioma nativo, ofrendas, comidas, enterramientos de piedras (para proteger a los recién nacidos), encomendaciones, quema de "candelas", entre otros. Su panteón religioso se compone de los elementos de la naturaleza (cerros, agua, nubes, etc.), el "Ser Supremo" y su santa patrona es la Virgen de la Encarnación. Como todos los grupos étnicos de la región, ellos están perdiendo lentamente sus tradiciones ancestrales. A pesar de esto sigue siendo uno de los municipios con tradiciones con las que se identifica como multicultural 
.

### Celebración del nacimiento
Una de las festividades celebradas antes de la llegada de los españoles fue el Q'a'jb'il que consiste en sembrar una piedra al momento de nacer el niño para que el Ajpom (sacerdote) descubra mediante esta, la actividad productiva a la que se dedicara cuando sea adulto. Existen diferentes variantes según el pueblo o municipio. Entre las que destacan las siguientes:
- Cantón Aguacatán: Se realiza una ceremonia conocida como Xhch'ajanil' ni' que significa "comida de apazote por el niño o niña". Se efectúa a los ocho días de nacimiento del niño o niña.
- Río San Juan: Fiesta familiar a los ocho días de nacimiento, contando con un menú de caldo de pollo y apazote.
- Las Pilas: El Xhch'ajan se festeja sirviendo el caldo de pollo para la mamá, comadrona, invitados, abuelos, compadres y personas importantes.
- Pichiquil: Cumplidos ocho días del nacimiento, se mata un gallo y se coloca en la cabeza del bebé, según la tradición para ser buen viajero o comerciante.
- Exchimal: El almuerzo después de los ocho días es caldo de carnero (oveja) o chompipe con tamalitos en hojas de milpa.
- Llano Coyote: En el Tichil ni', se reúnen las familias, comadronas (parteras) e invitados para celebrar con felicidad el nacimiento del niño.
- Tuixkox: En este poblado se celebra a los tres días. Se hace una comida especial, para el convivió entre papás, abuelos y otros familiares. Se celebra bajo la dirección del Ajpom, quien realiza la ceremonia. Esto se hace para el buen futuro, crecimiento, salud y protección del bebé.

### Ajawlil
El ajawlil es una ceremonia penitenciaria que sirve para castigar simbólicamente a los padres de un niño en caso de que este se encuentre enfermo o a punto de morir. En esta ceremonia están presentes los padres, los abuelos y el Ajpom.
El Ajpom se sienta en una silla con una mesa para descubrir las culpabilidades de los padres, a la par se sientan los papás. La pareja debe de venir arrodillada cuatro veces desde el patio hasta el corredor de la casa en donde se ubica el Ajpom, trayendo cada uno cierta cantidad de licor, mismo que debe ser entregado a los abuelos (padres de la mamá y el papá). Antes de entregar la bebida alcohólica el sacerdote indicaba cuantas veces se le tiene que dar besos a las manos y pies de los abuelos.
Cumplidos los cuatro actos de arrodillamiento y de besar las manos y pies, los padres dan la espalda a los abuelos por siete veces. Al hacer esto, los abuelos levantan la camisa y el güipil para pegarles trece veces con el mecapal, previamente los abuelos dicen textualmente:
“Miren, son unos desobedientes porque no cumplen y no han cumplido las recomendaciones dadas por nosotros en la pedida”.
Con la autorización del sacerdote les pegaban las trece veces. Los padres han descrito sentir pena y humillación durante la ceremonia (cuyo fin es este). Con la evangelización e introducción del catolicismo, se está perdiendo poco a poco esta tradición aguacateca.

### Casamientos y pedidas de mano
La tradición para el matrimonio de la comunidad, indica que primero se realizan las pedidas de mano, aunque con la modernidad se va perdiendo la tradición y las celebraciones nupciales, al momento de casarse. El primer paso para un joven aguacateco, es escoger a su pareja, luego platicar con ella para después si se comprenden mutuamente, dar aviso a sus padres, pero considerando que estos pueden permitir o no su relación de pareja.
La pedida se realiza de una a tres veces consecutivas hasta que los padres de la novia den una respuesta positiva y favorecedora. Después de la aprobación de los padres, estos se ponen de acuerdo para los preparativos de la boda (fecha, fiesta y en su caso, casamiento legal). En la Tuixkox ("la respuesta") se reconoce la aceptación de la unión de la pareja. Cuando esto ocurre, los familiares de la novia ofrecen una comida como confirmación de la pareja.
En las pedidas, los padres del novio llevan presentes como: pan, café, xhekas, cigarros, guaro o dinero. En algunas zonas de la comunidad, los padres de la novia piden dinero en efectivo, a pesar de que la mayoría de las familias se conforman con lo que el novio ofrece. Esta ofrenda varía comunidad con comunidad:
- Exchimal: Algunos padres pagan mil quetzales por la mano de la novia.
- Llano Coyote: Los padres de la novia piden hasta diez mil quetzales por sus hijas. Además invitan a sus familiares a unirse a la felicidad de los novios, les ofrecen aguardiente y dejan el dinero que les solicitan, si está en sus posibilidades económicas.
- Manzanillo: Se ofrece celebración y convivió, en la noche en que la novia es traída a su hogar.

### Vestimenta
En cuanto a su indumentaria, se destaca el traje femenino impuesto por los colonizadores españoles durante la época colonial por su diseño que representa los símbolos propios de este pueblo; además de darle distinción al grupo étnico, brinda su propia manera de manifestar su cultura. Existen mínimas diferencias en la ropa de los dos grupos dialectales.7 El traje de la mujer (Ye b'e'chaq xna'n qatanum) está conformado por:
Güipil (Kolb'aj): En general están elaborados de tela blanca sintética de fábrica importada con bordados de diferentes colores (flores y diseños geométricos [verticales, romboidales y triangulares]); en ocasiones se aprecia cierta similitud con el estilo sacapulteco (aunque entre ambos grupos se influencian entre sí). El costo promedio de esta prenda se encuentra entre quinientos y mil quetzales. El color blanco recuerda la pureza, transparencia, claridad, así como la luz del día y la bondad de quien lo porta. Existen dos variantes: el güipil de cuello cuadrado y el de cuello redondo.
El de cuello redondo representa a la tierra y lleva bordado animales como caballos, pájaros y plantas, recordando la admiración que el ser humano tiene hacia la "madre naturaleza" y su representación artística-simbólica. Los colores usados son el verde (que simboliza árboles y plantas) y el azul (recuerda al cielo y al agua). El traje en sí, inspira pensamiento, filosofía y solidaridad del hábitat.
El de cuello cuadrado representa los puntos cardinales, utiliza los colores: verde (inspirando esperanza y naturaleza), rojo (en alusión al fuego) y azul.
Hoy día, se elaboran con máquina de coser y con costosos adornos.
Corte (Chiky'b'aj): (Puede ser enagua o falda) De cuatro metros, se teje a mano de tres a cuatro meses con hilo de algodón azul oscuro (o negro) y adornos de hilos de colores verticales de lustrina. Su precio oscila entre Q. 1,500 a Q. 2,500 los de mejor calidad, los más modernos son hechos en telar mecánico fuera de Aguacatán. El color azul oscuro representa la noche y los hilos de colores al arco iris.
Faja (To'q): Sirve para amarrar el corte y mide aproximadamente dos metros y medio. Se compone de hilos de color blanco y negro o de diferentes colores, aunque anteriormente se elaboraban de lana de oveja. Representa a la seguridad y firmeza de la mujer.